# Brillante RB
Brillante RB, född 18 juli 2000 i Texas i USA är en mexikansk fribrottare inom den mexikanska stilen lucha libre. Brillante RB brottas under en fribrottningsmask och hans identitet är inte känd av allmänheten, vilket är vanligt inom mexikansk fribrottning.
Han är född i Texas och talar flytande engelska men han växte upp i Río Bravo i Tamaulipas och "RB" i hans artistnamn står för hans hemstad Río Bravo, vilket särskiljer honom från andra mexikanska brottare med namnet Brillante.

## Karriär
Brillante RB började med fribrottning vid 11 års ålder. Från sin professionella debut till och med 2019 brottades han under namnet Minino Cat. 2019 bytte han namn och har sedan den senare delen av 2010-talet brottats på den oberoende scenen i Texas och i nordöstra Mexiko. Främst i delstaterna Coahuila, Tamaulipas och Nuevo León, bland annat i 3 Bat Productions i Corpus Christi, Martinez Entertainment i Houston, Will Wrestling, Lucha Maniaks i USA. I Mexiko har han brottats i AMLL i Saltillo, för The Crash Lucha Libre i Tijuana samt i de större förbunden Lucha Libre AAA Worldwide, Grupo Internacional Revolución och Kaoz Lucha Libre.
Under 2024 har han brottats i TV för Ring of Honor och All Elite Wrestling i USA, dock utan formellt kontrakt.
Den 17 mars 2024 gick Brillante en lucha de apuestas, mask mot mask-match mot Atlantico Jr. i Arena Coliseo i Reynosa. Brillante RB besegrade Atlantico Jr. med en huracanrana (fasthållningsmanöver) och Atlantico Jr fick som förlorare ta av sig sin mask och avslöja sitt ansikte och namn.